# Baburnama
Il Bāburnāma (Chagatai/Persiano: بابر نامہ, letteralmente: "Libro di Bābur"; conosciuto anche come Tuzk-e Bāburī) è un'opera contenente le memorie di Ẓahīr ud-Dīn Muḥammad Bābur (1483–1530), fondatore dell'Impero Moghul e bis-bis-bisnipote di Tamerlano.
È un'opera autobiografica, scritta in lingua Chagatai, definita da Bābur "Turki" (ovvero turco), la lingua parlata cioè dai Timuridi di Andijan. Il libro è stato tradotto in italiano e pubblicato da Sandro Teti Editore nel 2024 con prefazione di Shivkat Mirziyoyev e Introduzione di Franco Cardini.
La prosa di Bābur è altamente persianizzata nella struttura della frase, nella morfologia e nel vocabolario, e contiene anche molte frasi e piccoli poemi in Lingua farsi.
Durante il regno dell'imperatore Akbar, il lavoro fu completamente tradotto in persiano da un cortigiano moghul, ʿAbd ul-Raḥīm, nell'anno dell'Egira 998 (1589–90 EV).
Bābur fu educato alla maniera timuride e le sue osservazioni e i suoi commenti nelle sue memorie riflettono un interesse sulla natura, la società, la politica e l'economia.
Il resoconto degli eventi copre non solo la sua vita, ma anche la storia e la geografia delle aree in cui Bābur viveva, la loro flora e fauna, come pure i popoli con cui entrò in contatto.

## Illustrazioni del manoscritto delBāburnāma

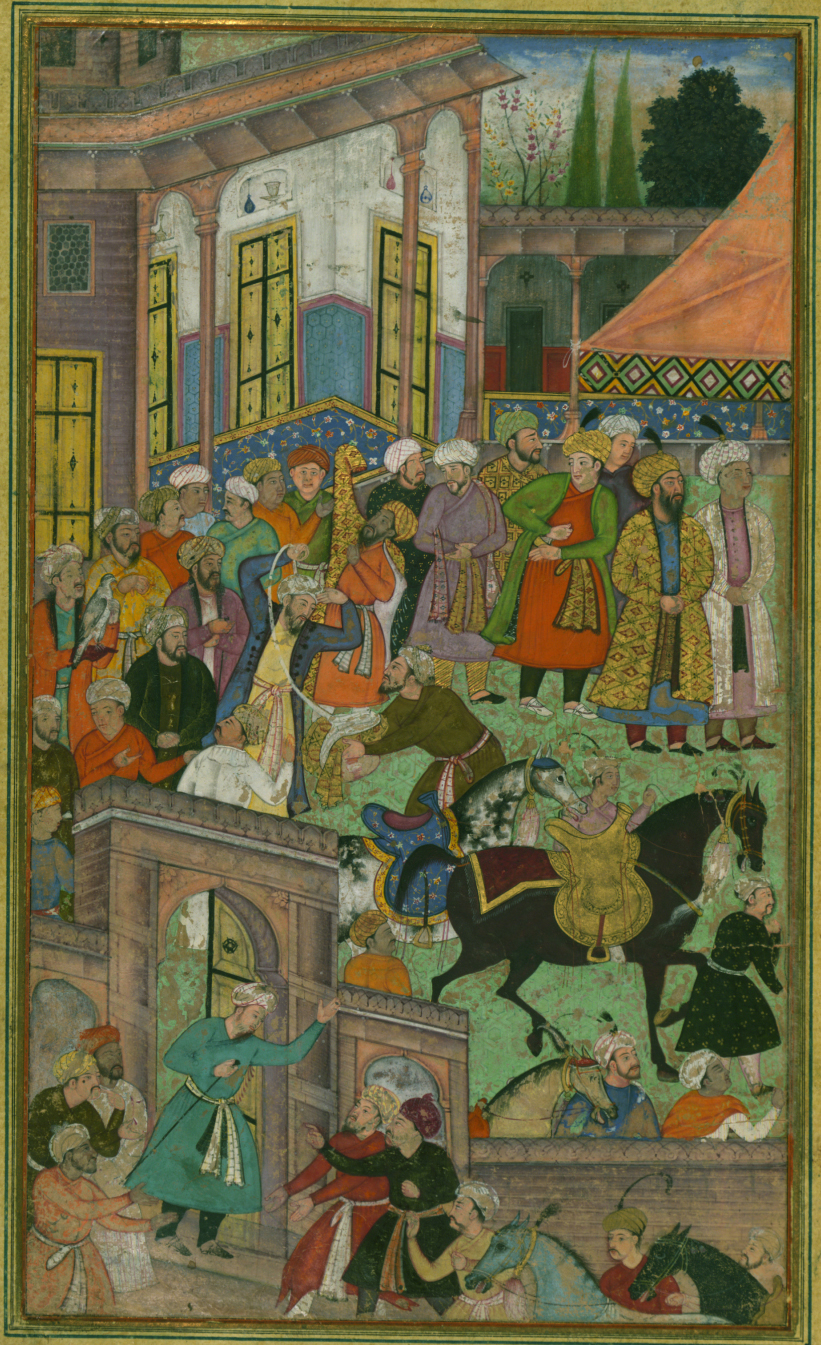
Una cerimonia di premiazione nella corte del sultano di Delhi Ibrāhīm Lōdī prima di una spedizione a Sambhal
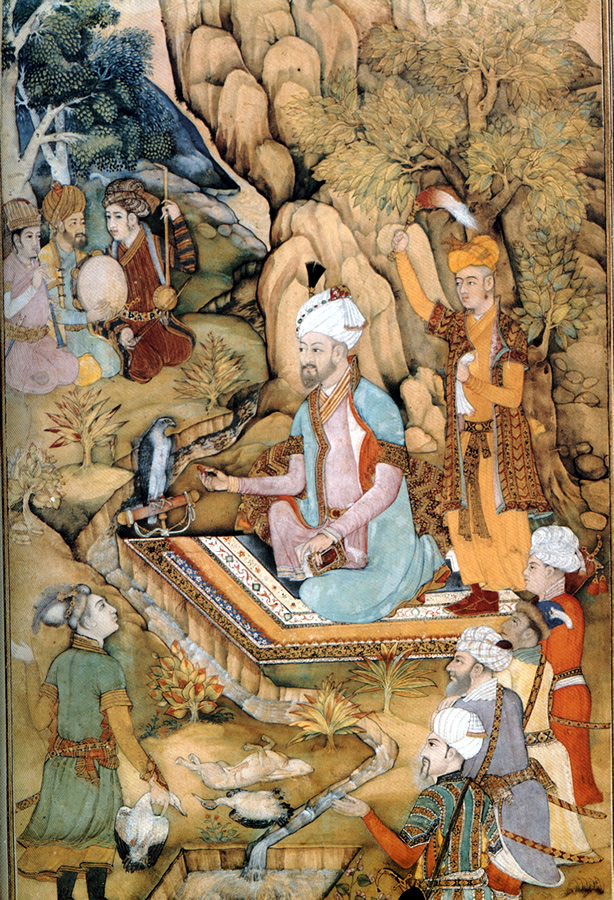
Il primo Imperatore Mughal Bābur.
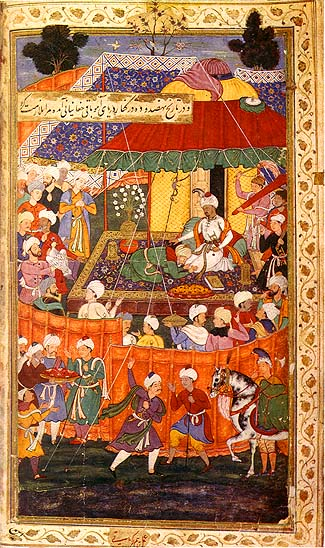
Una scena del Bāburnāma.
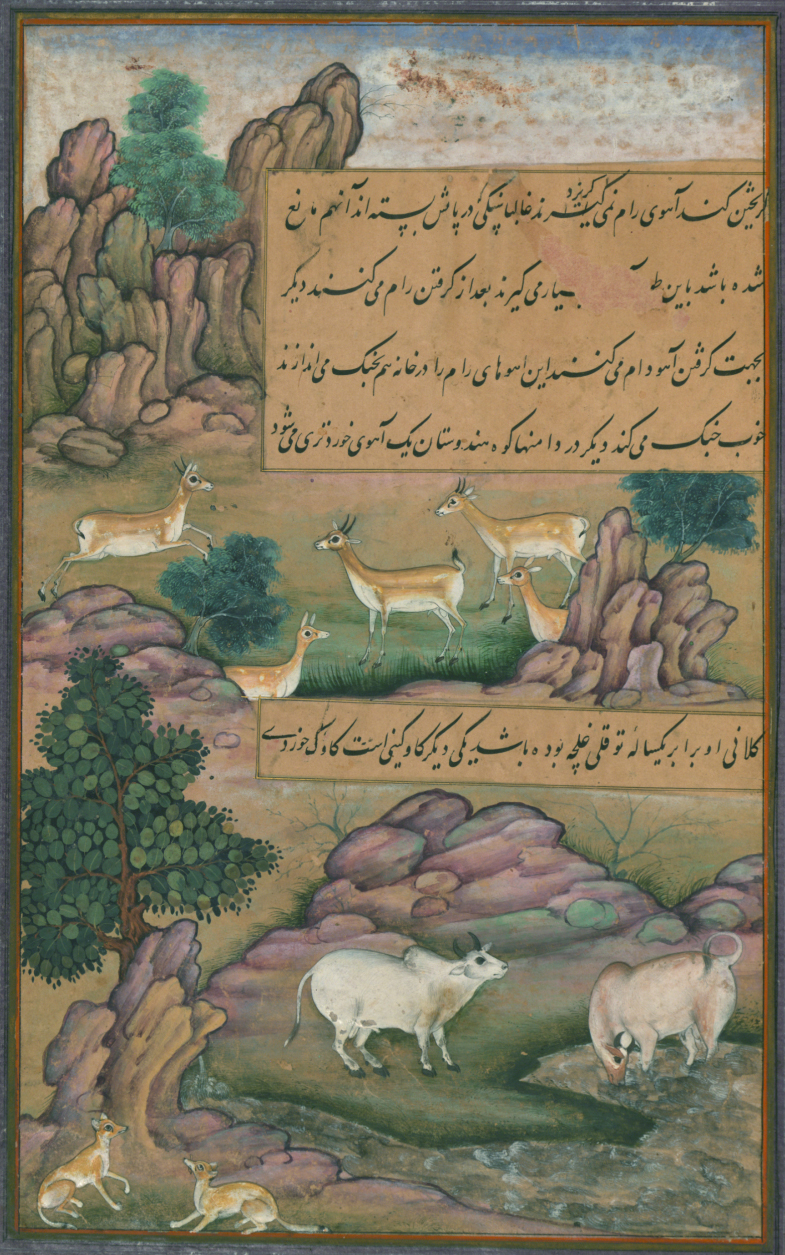
Piccoli cervi e mucche dell'Hindustan chiamati gīnī.
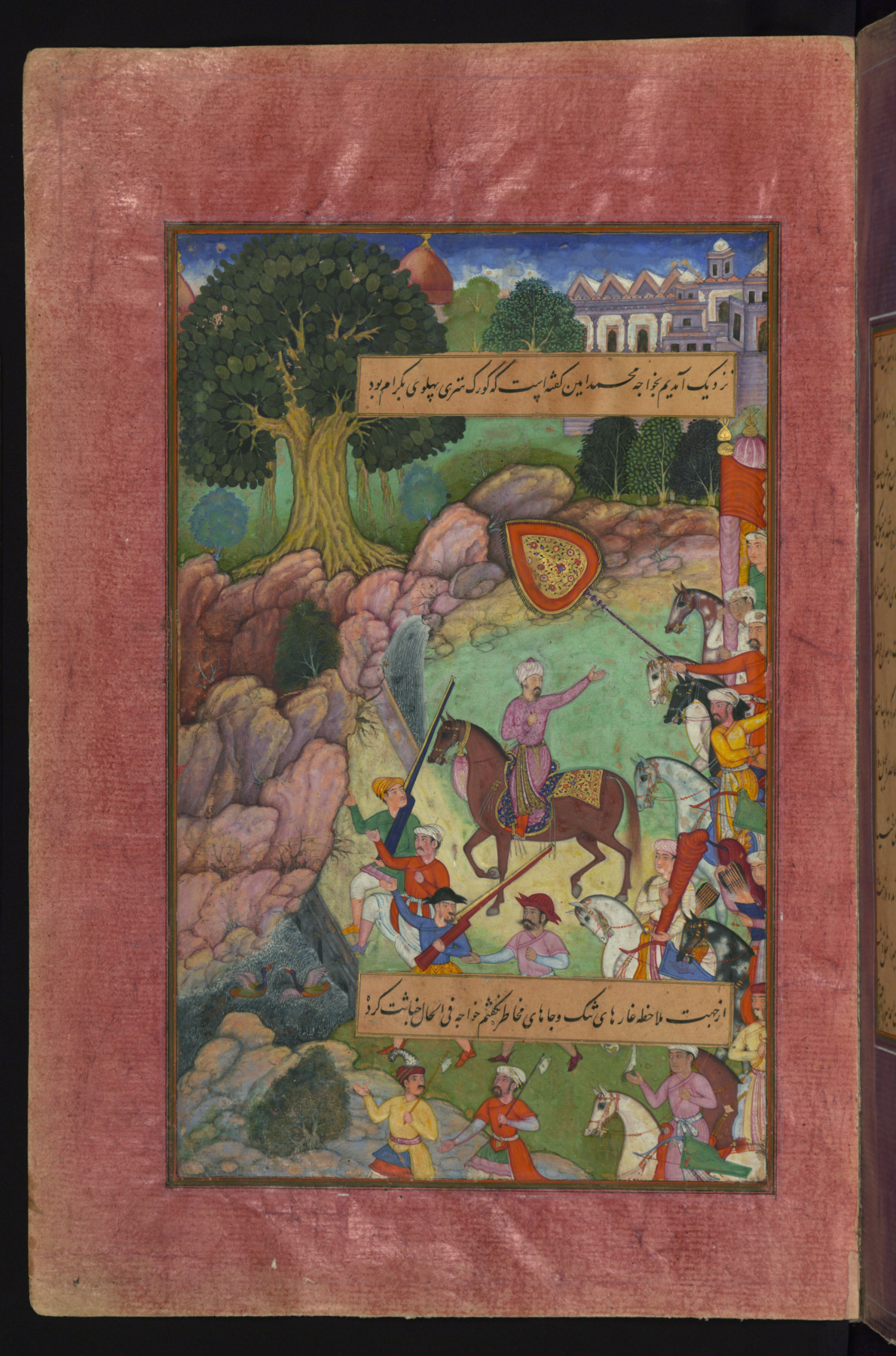
Manoscritto